# Великокаліберна снайперська гвинтівка

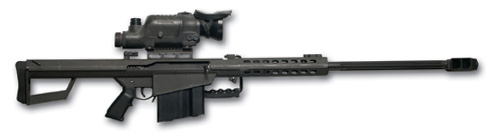
Гвинтівка Barrett M82A1 з нічним прицілом

Великокалі́берна снáйперська гвинті́вка, ВСГ або Великокалі́берна снáйперська рушни́ця, ВСР (англ. Anti-materiel rifle, AMR) — далекобійна ручна вогнепальна зброя великого калібру зі спеціальним оптичним прицілом. Призначена для ураження живої сили, вогневих засобів та легкоброньованої техніки противника на відстані до 2 км.
Даний клас зброї є по суті розвитком протитанкових рушниць, які використовувалися у двох світових війнах переважно за призначенням — для знешкодження бронетанкової техніки противника. З метою розширення її функціональності зброя продовжила своє існування як окремий клас — великокаліберна снайперська гвинтівка.

## Опис

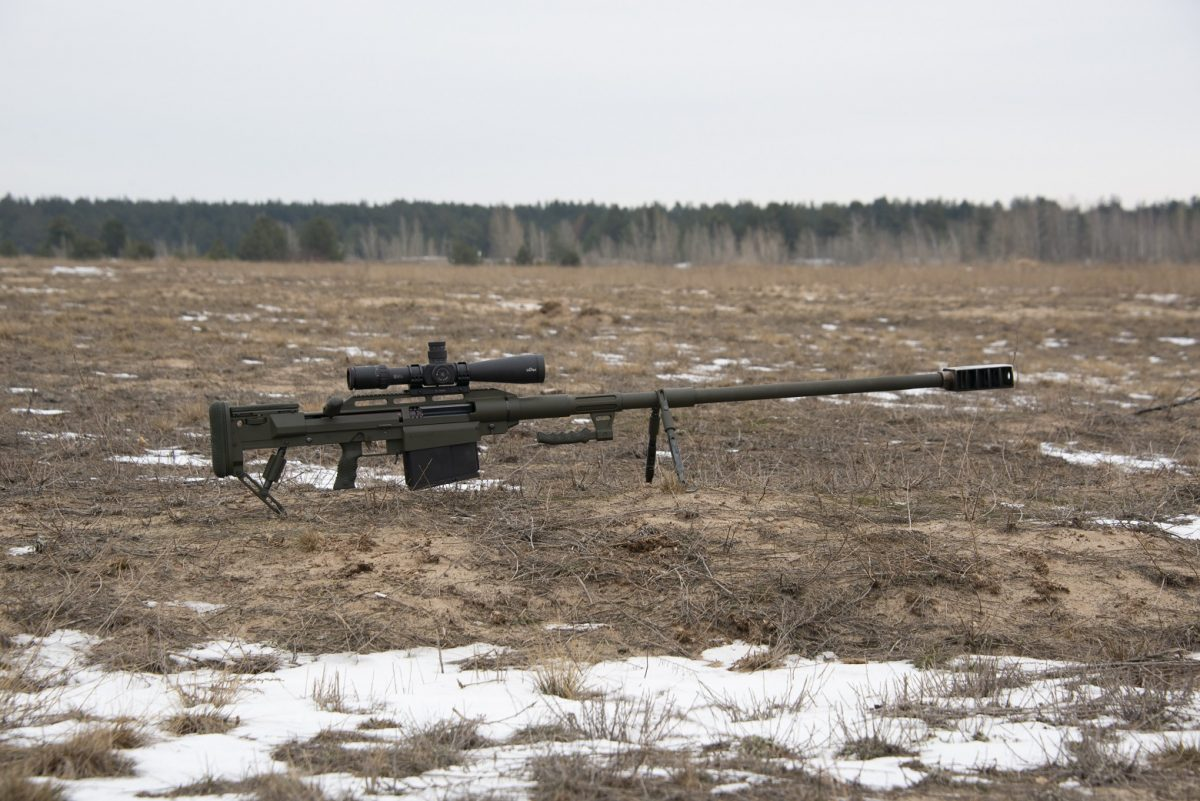
Українська 14,5-мм гвинтівка Snipex Alligator

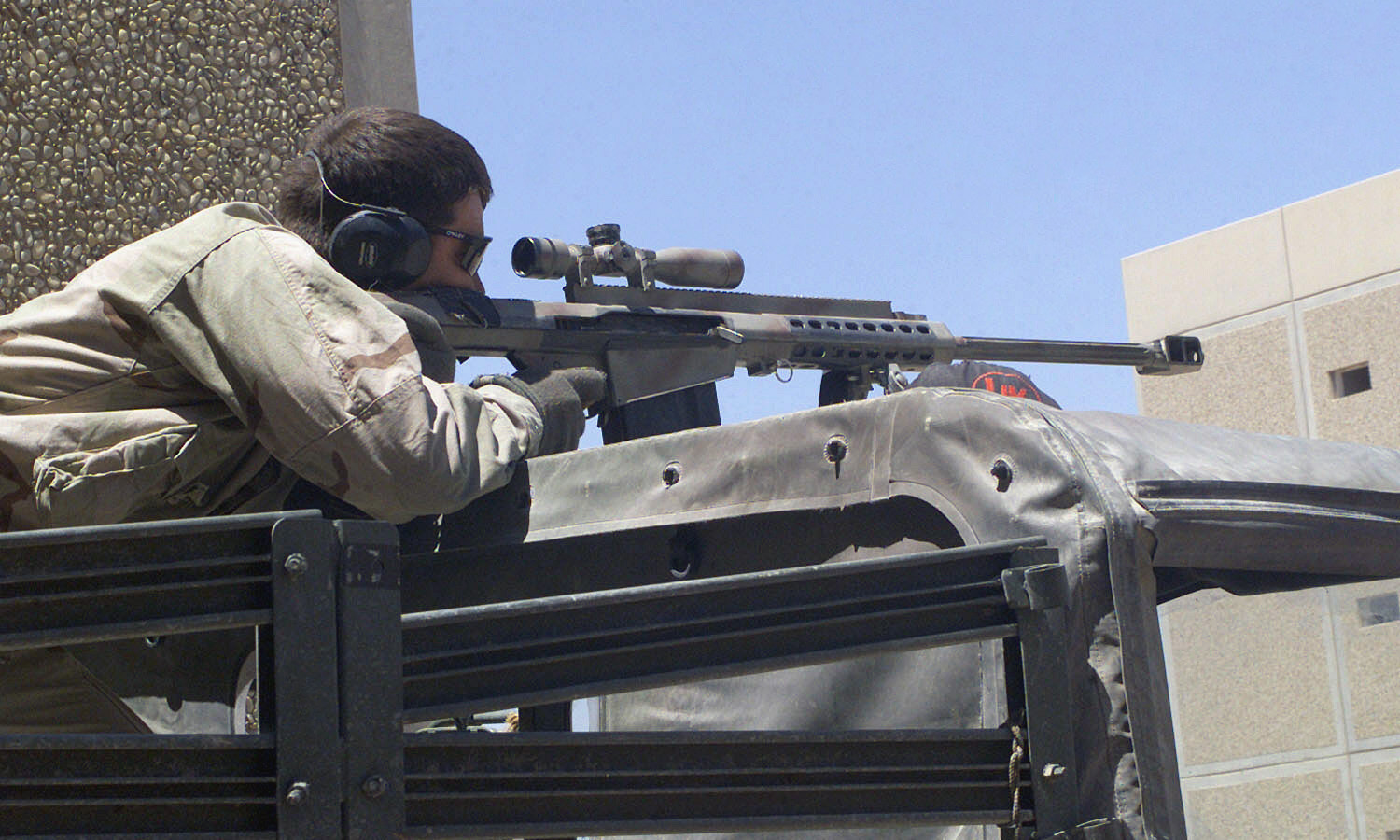
Вогнева підготовка американських снайперів, гвинтівка Barrett 0.50 Light Fifty Model 82A1

Гвинтівка даного класу переважно застосовується антитерористичними, диверсійними та іншими спеціальними підрозділами для ураження цілей, таких як: бронеавтомобілі, засоби зв'язку, низьколітальні апарати (вертольоти, безпілотники, ракети) тощо.
Як боєприпас у ВСГ використовуються патрони великого калібру, наприклад, натовський 12,7×99 і радянський 12,7×108 мм, але є ще й ряд інших боєприпасів різних калібрів. Гвинтівку можуть виробляти як в класичній (традиційній) компоновці так і в компоновці bull-pup, в якій магазин знаходиться позаду рукоятки, а всі механізми розташовані в прикладі. Це дозволяє скоротити загальну довжину зброї при незмінній довжині ствола.
Механізм заряджання таких гвинтівок може базуватися на принципі використання відкоту напіввільного затвора. Спуск досягається зусиллям пружини, яка рухає інерційне тіло через важіль, протягом початкової стадії відкоту.
Обстріл ведеться із сошок, які в складеному стані приховані під стволом. Можливе коригування «щоки» для зручності стрільця. Для зменшення сили віддачі на стволі розташоване так зване дулове гальмо, яке значно зменшує силу віддачі. Для гвинтівки можуть використовуватися будь-які денні приціли на розсуд стрільця, залежно від техніки кріплення, встановлення яких можливе як на боковій скобці приймача, так і на вершині гвинтівки зі спеціальним прицільним полюсом із зібраною універсальною з’єднувальною планкою. Скоби кріплення розміщуються точно під центром ваги гвинтівки на приймачі, що дозволяє переносити гвинтівку одній людині.